# Pterobdellina
Pterobdellina — рід п'явок з родини риб'ячих п'явок (Piscicolidae). Містить два види.

## Види
- Pterobdellina jenseni (Boisen Bennike & Bruun, 1939) — Північна Атлантика та північ Тихого океану.
- Pterobdellina vernadskyi Utevsky, Solod & Utevsky, 2021 — Антарктика.